# Mary Berry
Mary-Rosa Alleyne Berry, plus connue sous le nom de Mary Berry, est une critique culinaire et animatrice télévisée britannique, née en 1935 à Bath. Elle étudie la restauration et le management à l'école. Elle part ensuite en France à l'âge de 21 ans pour étudier à l'école Le Cordon Bleu, avant de travailler dans différents métiers gastronomiques.
Elle a publié plus de 75 livres de cuisine, dont son best-seller Baking Bible en 2009. Son premier livre s'intitule The Hamlyn All Colour Cookbook, et est paru en 1970. Elle présente plusieurs émissions de télévision pour la BBC et Thames Television. Elle participe occasionnellement à Woman's Hour (BBC Radio 4) et Saturday Kitchen (BBC One). De 2010 à 2016, elle a officié en tant que juge de l’émission de téléréalité culinaire The Great British Bake Off diffusée sur BBC One, et plus connue en France dans sa version française Le Meilleur Pâtissier.